# Heteronymphon bioculatum
Heteronymphon bioculatum is een zeespin uit de familie Nymphonidae. De soort behoort tot het geslacht Heteronymphon. Heteronymphon bioculatum werd in 1956 voor het eerst wetenschappelijk beschreven door Turpaeva. 